# متلازمة التبتل
متلازمة التبتل (باليابانية: セックスしない症候群) هي فرضية إعلامية تقترح أن عددًا متزايدًا من البالغين اليابانيين فقدوا الاهتمام بالنشاط الجنسي وفقدوا أيضًا الاهتمام بالحب الرومانسي والمواعدة والزواج. بعد تقرير في الغارديان، اكتسبت النظرية اهتمامًا واسع النطاق في وسائل الإعلام الإنجليزية في عام 2013، تم دحضها لاحقًا من قبل العديد من الصحفيين والمدونين.